# Hôtel de préfecture de la Haute-Savoie
L'hôtel de préfecture de la Haute-Savoie est un bâtiment situé avenue d'Albigny à Annecy, en France. Il sert de préfecture au département de la Haute-Savoie.

## Localisation
L'édifice est situé dans le département français de la Haute-Savoie, sur la commune d'Annecy en bordure du lac d'Annecy. Il est agrémenté d'un parc arboré de 1,7 ha.

## Historique
Lors de l'annexion de la Savoie à la France en 1860, les deux départements de Savoie et Haute-Savoie sont créés ; si la préfecture de Savoie s'installe dans l'ancien château des ducs de Savoie à Chambéry, le conseil départemental pris la décision de construire un nouveau bâtiment à Annecy sur un terrain d'environ deux hectares situé le long de l'avenue d'Albigny, bordée de platanes, qui avait été tracée en 1822.
La construction est confiée à Léon Charvet, architecte lyonnais, et le chantier commence dès 1862. Il choisit de s'inspirer de l’architecture des hôtels particuliers et châteaux de l’Ancien Régime plutôt que d'adopter le style Second Empire.
Le chantier prend fin en 1866, pour accueillir au début la préfecture et le siège du conseil départemental.
L'édifice est inscrit au titre des monuments historiques le 17 mars 2022.

## Description
Le bâtiment est un hôtel particulier dans le style Louis XIII avec un plan en forme de H. Il mesure 46 mètres de large sur 44 mètres de profondeur. La construction en moellons est recouverte de chaux blanche, avec de la pierre de Seyssel aux encoignures et angles.
Il y a corps central flanqué de deux ailes latérales autour d'une cour d'honneur. Une grille avec un portail de ferronnerie ferme l'entrée avec deux pavillons d'entrée construits en briques et pierre.